# Stefan Hell
Stefan Walter Hell (Arad, 23 december 1962) is een uit Roemenië afkomstig Duits natuurkundige. In 2014 werd hem voor "de ontwikkeling van superresolutie fluorescentiemicroscopie" de Nobelprijs voor Scheikunde toegekend samen met de Amerikanen Eric Betzig en William Moerner.

## Biografie
Stefan Hell groeide op in het kleine stadje Sântana in een familie van Roemeense Duitsers (Banaat Zwaben). In 1978 verhuisde zijn familie naar Duitsland. Vervolgens studeerde hij tussen 1981 en 1987 fysica aan de Ruprecht-Karls-universiteit in Heidelberg. Hij promoveerde in 1990 onder de vastestoffysicus Siegfried Hunklinger.
Na zijn promotie werkte hij als zelfstandig uitvinder aan het verbeteren van de diepte (axiale) resolutie in confocale microscopie, welke later bekend werd als 4Pi-microscopie. Resolutie is het vermogen om twee gelijkvormige objecten dichtbij van elkaar te onderscheiden en is daarom een van de belangrijkste eigenschappen van een microscoop.
Van 1991 tot 1993 was Hell werkzaam bij het European Molecular Biology Laboratory in Heidelberg waar hij erin slaagde om 4Pi-microscopie te demonstreren. Van 1993 tot 1996 werkte Hell als groepsleider aan de Universiteit van Turku (Finland) op de faculteit voor Medische Fysica. Hier ontwikkelde hij het principe van stimulated emission depletion (STED) microscopie, een techniek die gebruikmaakt van twee laserbundels. De ene laserbundel licht fluorescente moleculen op die door de ander laserbundel weer worden gedoofd uitgezonderd een klein gelokaliseerd gebiedje met nanometerafmetingen. Het resulterende beeld dat hieruit ontstaat laat alle details zien, ook die degene die kleiner zijn dan de diffractielimiet van 200 nanometer. Van 1993 tot 1994 was Hell gedurende zes maanden ook gastonderzoeker aan de Universiteit van Oxford (Engeland). Hij ontving in 1996 zijn habilitatie in de natuurkunde van de Universiteit van Heidelberg.
Sinds 2002 is hij directeur van de afdeling NanoBiophotonik aan het Max-Planck-Institut für Biophysikalische Chemie te Göttingen in de Duitse deelstaat Nedersaksen. Twee jaar later werd hij ook benoemd tot hoogleraar experimentele natuurkunde aan de Georg-August-Universität Göttingen. Van 2003 tot 2017 leidde hij daarnaast een onderzoeksgroep bij het Deutsches Krebsforschungszentrum (DKFZ), het instituut door kankeronderzoek in Duitsland.
1901: Van 't Hoff ·
1902: E. Fischer ·
1903: Arrhenius ·
1904: Ramsay ·
1905: Baeyer ·
1906: Moissan ·
1907: Buchner ·
1908: Rutherford ·
1909: Ostwald ·
1910: Wallach ·
1911: Curie ·
1912: Grignard, Sabatier ·
1913: Werner ·
1914: Richards ·
1915: Willstätter ·
1918: Haber ·
1920: Nernst ·
1921: Soddy ·
1922: Aston ·
1923: Pregl ·
1925: Zsigmondy ·
1926: Svedberg ·
1927: Wieland ·
1928: Windaus ·
1929: Harden, Euler-Chelpin ·
1930: H. Fischer · 
1931: Bosch, Bergius ·
1932: Langmuir ·
1934: Urey ·
1935: F. Joliot-Curie, I. Joliot-Curie ·
1936: Debye ·
1937: Haworth, Karrer ·
1938: Kuhn ·
1939: Butenandt, Ružička ·
1943: Hevesy · 
1944: Hahn ·
1945: Virtanen ·
1946: Sumner, Northrop, Stanley ·
1947: Robinson · 
1948: Tiselius · 
1949: Giauque ·
1950: Diels, Alder ·
1951: McMillan, Seaborg ·
1952: Martin, Synge ·
1953: Staudinger ·
1954: Pauling ·
1955: Vigneaud ·
1956: Hinshelwood, Semjonov ·
1957: Todd ·
1958: Sanger ·
1959: Heyrovský ·
1960: Libby ·
1961: Calvin ·
1962: Perutz, Kendrew ·
1963: Ziegler, Natta ·
1964: Hodgkin ·
1965: Woodward ·
1966: Mulliken ·
1967: Eigen, Norrish, Porter ·
1968: Onsager ·
1969: Barton, Hassel ·
1970: Leloir ·
1971: Herzberg ·
1972: Anfinsen, Moore, Stein · 
1973: E.O. Fischer, Wilkinson · 
1974: Flory ·
1975: Cornforth, Prelog ·
1976: Lipscomb ·
1977: Prigogine · 
1978: Mitchell ·
1979: Brown, Wittig ·
1980: Berg, Gilbert, Sanger ·
1981: Fukui, Hoffmann ·
1982: Klug ·
1983: Taube ·
1984: Merrifield ·
1985: Hauptman, Karle ·
1986: Herschbach, Lee, Polanyi ·
1987: Cram, Lehn, Pedersen ·
1988: Deisenhofer, Huber, Michel ·
1989: Altman, Cech ·
1990: Corey ·
1991: Ernst ·
1992: Marcus ·
1993: Mullis, Smith ·
1994: Olah ·
1995: Crutzen, Molina, Rowland ·
1996: Curl, Kroto, Smalley ·
1997: Boyer, Walker, Skou ·
1998: Kohn, Pople ·
1999: Zewail ·
2000: Heeger, MacDiarmid, Shirakawa ·
2001: Knowles, Noyori, Sharpless ·
2002: Fenn, Tanaka, Wüthrich ·
2003: Agre, MacKinnon ·
2004: Ciechanover, Hershko, Rose ·
2005: Grubbs, Schrock, Chauvin ·
2006: Kornberg ·
2007: Ertl ·
2008: Shimomura, Chalfie, Tsien ·
2009: Steitz, Yonath, Ramakrishnan ·
2010: Heck, Negishi, Suzuki ·
2011: Shechtman ·
2012: Kobilka, Lefkowitz ·
2013: Karplus, Levitt, Warshel ·
2014: Betzig, Hell, Moerner ·
2015: Lindahl, Modrich, Sancar ·
2016: Sauvage, Stoddart, Feringa ·
2017: Dubochet, Frank, Henderson · 
2018: Arnold, Winter, Smith ·   
2019: Goodenough, Whittingham, Yoshino ·
2020: Charpentier, Doudna ·
2021: List, MacMillan ·
2022: Bertozzi, Meldal, Sharpless ·
2023: Bawendi, Brus, Jekimov ·
2024: Baker, Hassabis, Jumper